# UN broj
UN broj (broj Ujedinjenih nacija) je četvorocifreni broj koji identifikuje opasne materijale i predmete (kao što su eksplozivi, zapaljive tečnosti, oksidanti, toksične tečnosti, itd.) u okviru međunarodne trgovine i transporta. Neke opasne supstance imaju svoje UN brojeve (npr. akrilamid je označen sa UN 2074), dok ponekad grupe hemikalija ili proizvoda sličnih svojstava dobijaju zajednički UN broj (npr. zapaljive tečnosti, koje nisu drugačije navedene, imaju UN 1993). Hemikalija u svom čvrstom stanju može dobiti drugačiji UN broj od tečne faze ako se njena opasna svojstva značajno razlikuju; supstance sa različitim nivoima čistoće (ili koncentracije u rastvoru) takođe mogu dobiti različite UN brojeve.

## Drugi identifikatori
NA broj (severnoamerički broj) izdaje Ministarstvo saobraćaja Sjedinjenih Država i identičan je UN brojevima, osim što neke supstance bez UN broja mogu imati NA broj. Ovi dodatni NA brojevi koriste opseg NA 9000 - NA 9279. Postoje neki izuzeci, na primer, NA 2212 je sav azbest sa UN 2212 ograničenim na azbest, amfibol amozit, tremolit, aktinolit, antofilit ili krokidolit. Drugi izuzetak, NA 3334, je sprej za samoodbranu, bez pritiska, dok je UN 3334 tečnost regulisana avijacijom, koja nije drugačije naznačena. Za kompletnu listu pogledajte NA/UN izuzetke.
ID broj je treći tip identifikacionog broja koji se koristi za opasne materije koji se koristi u vazdušnom saobraćaju. Supstance sa identifikacionim brojem su povezane sa ispravnim nazivima za otpremu priznatim u ICAO tehničkim uputstvima. ID 8000, Potrošačka roba nema UN ili NA broj, i klasifikovana je kao opasna materija klase 9.

## Spoljašnje veze
- United Nations Committee of Experts on the Transport of Dangerous Goods
- UN Recommendations on the Transport of Dangerous Goods.  Part 2 defines the hazard classes and their divisions and Part 3 contains a complete list of all UN numbers and their hazard identifiers.
- The Emergency Response Guidebook from the U.S. Department of Transportation contains a list of all assigned NA numbers along with recommended emergency procedures.

UN broj na srodnim projektima Vikipedije:Mediji na OstaviPodaci na Vikipodacima